# Vicente Guerrero (Tuxtla Chico)
Vicente Guerrero es una localidad del estado mexicano de Chiapas. Es parte del municipio de Tuxtla Chico.

## Toponimia
El nombre de la localidad rinde homenaje a Vicente Guerrero, héroe de la Independencia de México.

## Demografía
| Gráfica de evolución demográfica |
|                                  |

| Censo | Población |
| ----- | --------- |
| 1940  | 277       |
| 1950  | 142       |
| 1960  | 188       |
| 1970  | 389       |
| 1980  | 547       |
| 1990  | 614       |
| 2000  | 757       |
| 2010  | 820       |
| 2020  | 1 019     |